# كمه مبذولة
كُمه مبذولة أو شائعة أو التُنقُس الشائع أو التَّنْش  أو السمكة الطبيبة[بحاجة لمصدر] هي سمكة المياه العذبة وسمكة المياه المالحة من الشبوطيات توجد في أوراسيا بداية من أوروبا الغربية مشتملة الجزر البريطانية شمال آسيا على مقربة من أوب ونهر ينيسي والتي وجد في بحيرة بيقال أيضاً. تعيش هذه الأسماك في أماكن تتحرك فيها المياه ببطء، خصوصًا البحيرات والأنهار المنخفضة. تشتهر هذه الأسماك بأنها «أسماك ذات معدلات خصوبة عالية».

## علم البيئة
توجد في الغالب في المياه الراكدة المغمورة بـ الطين أو طبقة الوحل طبقة سفلية والتي تتميز بوفرة العشب. تعتبر هذه الأنواع نادرة في المياه الصافية داخل أرض صخرية وتتغيب في الأماكن ذات تيارات المياه المتدفقة بسرعة. يمكن لهذه الأسماك أن تتأقلم مع المياه التي تحتيوعلى أوكسجين بتركيز منخفض، كما توجد في أماكن يصعب حتى على سمكة الشبوط العيش فيها.

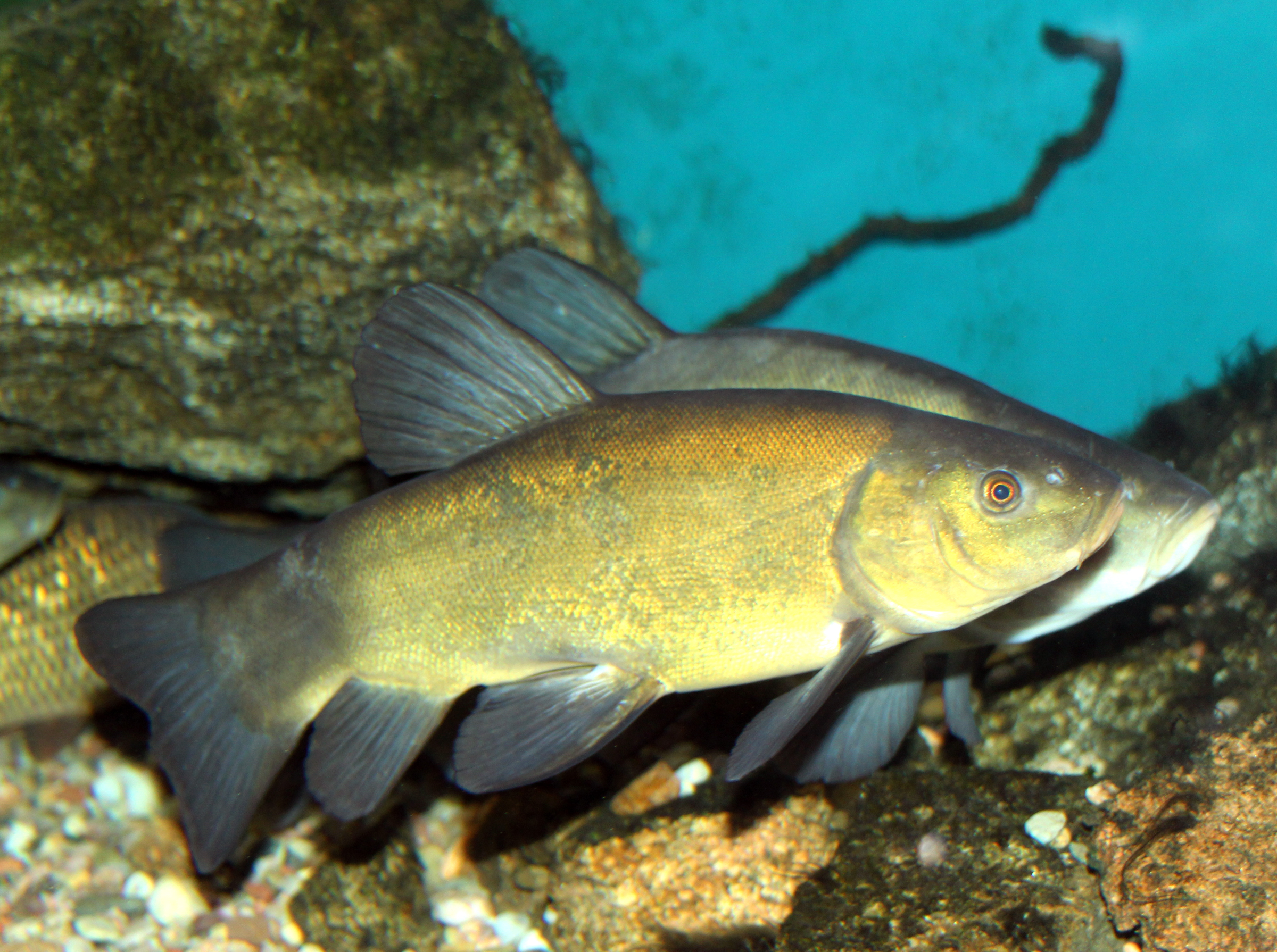

تتكاثر هذه الأسماك في المياه الضحلة بين المزروعات المائية حيث يمكن تخزين البيض أخضر اللون اللاصق. يفرخ البيض عادة في الصيف حيث تتكاثر في آلاف من البيض. تتميز الأسماك بالنمو السريع وقد يصل حجم السمكة على مدار العام الأول إلى 0.11 كجم (kg) (0.25 lb).

## الأهمية الاقتصادية
أسماك الكُمه مأكولة، حاضرة في الوصفات التي قد تحتاج بشكل أو بآخر إلى الشبوط. يُربى سمك زينة في برك مياه ويقل وجوده في الأحواض.

## الصيد بالصنارة
يمكن العثور على سمكة الكمه الكبيرة في التجاويف الحصوية أو المياه العميقة بطيئة الحركة التي تحتوي في قاعها على الطين أو الطمر وكثير من النباتات المائية. أفضل الأساليب والطعم لاصطيادها هي المسمك العائم بخلطة عَلِيقة عائمة باستخدام يرقة وذرة شامية وخبز أو ديدان على شكل طعم بخطاف وطعم في عليقة العائمة إذا لم تكن تستخدم المسمك العائم. نظرًا لأن سمكة الكمه لها مغذي سفلي، فإنه من الضروري أن تصل الطُعمة إلى قاع البحيرة أو البركة أو القناة، عند الصيد بالمسمك العائم استخدم الثقل للتأكد من أن الطعم يصل إلى القاع باستخدام بوصة أو اثنتين.